# Parc Nacional De Hoge Veluwe
El Nationaal Park De Hoge Veluwe (Català: Parc Nacional de Hoge Veluwe) és un parc nacional neerlandès de la província de Gelderland, prop de les ciutats d'Ede, Wageningen, Arnhem i Apeldoorn. Disposa, aproximadament, de 55 quilòmetres quadrats d'àrea, consistents en landes, dunes de sorra i boscos poc poblats. Està situat a Veluwe, la zona amb l'àra més gran de morrena terminal dels Països Baixos. Bona part del paisatge del parc i de Veluwe fou creat durant la darrera glaciació. Les àrees de dunes de sorra que s'alternen amb la vegetació podrien haver estat causades per l'ús humà de les terres circumdants. El parc forma una de les reserves naturals contínues més grans del país.

## Història
El parc fou establert per l'empresari Anton Kröller i la seva muller Helene Kröller-Müller com una propietat privada el 1909. Fins al 1923 el parc va estar en construcció, a més d'importar-se vida salvatge i construir equipaments per caçar i cercats. La residència de caça s'anomena St. Hubertus Hunting Lodge en honor de Sant Hubert, i fou dissenyat per l'arquitecte neerlandès Hendrik Petrus Berlage. Helene Kröller-Müller era col·leccionista d'art, començant-se a construir un museu dins del mateix parc.
A causa d'un empitjorament de les condicions econòmiques la construcció del museu es va parar, i la parella es va trobar, a més, incapaç de mantenir la propietat. El 1935 la col·lecció artística va ser entregada a l'estat dels Països Baixos, que va decidir acabar les obres i construir el Museu Kröller-Müller. El parc va ser lliurat a una fundació, que va rebre un préstec de l'estat. En aquell moment aquesta propietat es convertí en el segon parc nacional dels Països Baixos. Actualment, el parc segueix sent un dels dos parcs nacionals privats del país, però l'únic que exigeix una quota d'entrada.

## Estructura i continguts

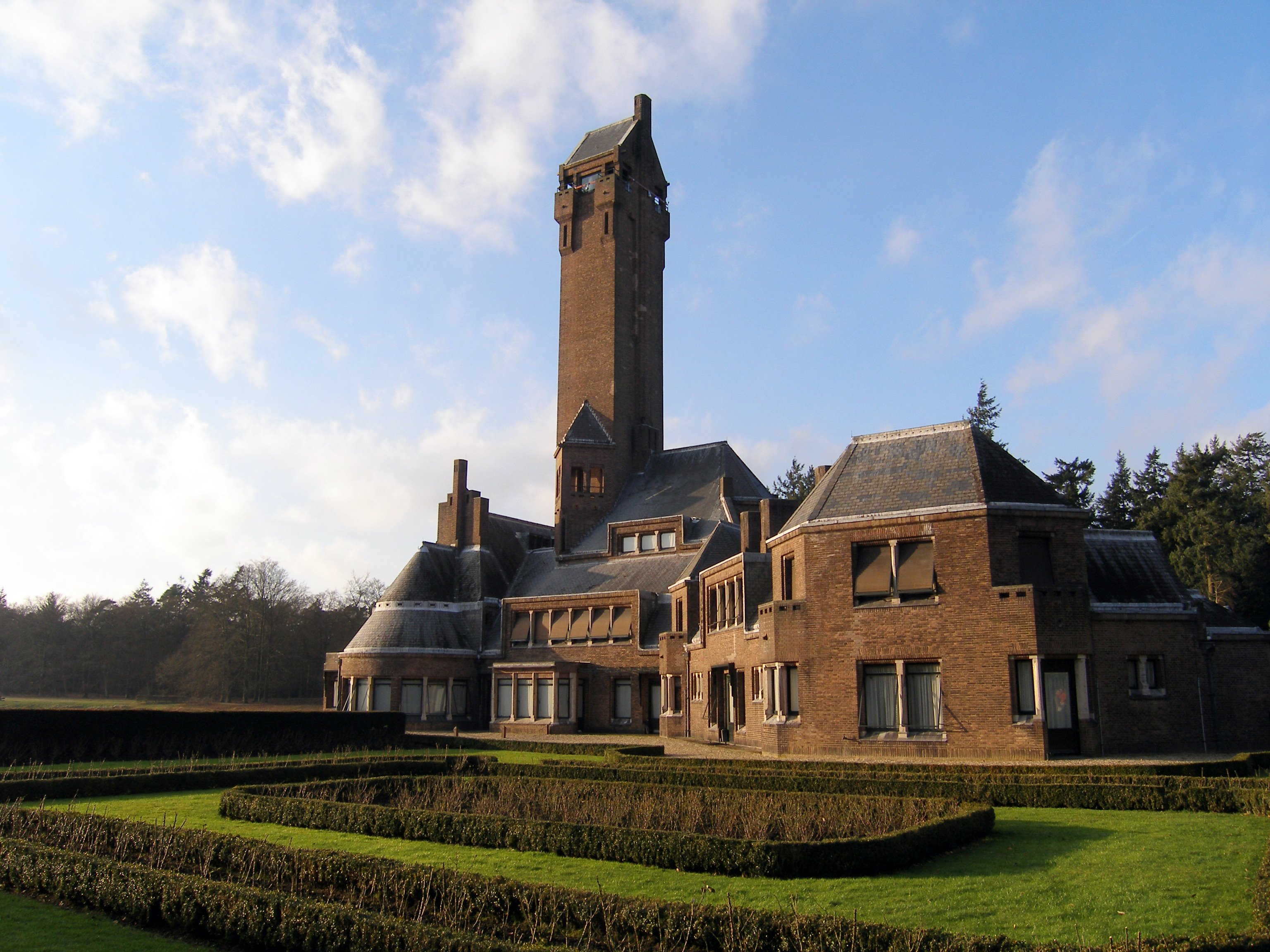
St. Hubertus Hunting Lodge

El parc està envoltat per valles. Aquestes, combinades amb el preu de l'entrada, ha provocat que durant anys s'hagin produït protestes de ciclistes i passejants, obligats a pagar per realitzar excursions de llarga duració. El 2007 es va arribar a una solució de compromís reduint l'entrada pels ciclistes que passessin només un temps breu i determinat dins del parc. Hi ha tres entrades, situades als pobles d'Otterlo, Hoenderloo i Schaarsbergen.
Hi ha diversos edificis destacables dins del parc. Als edificis del museu Kröller-Müller s'hi troba la col·lecció d'art de la parella Kröller-Müller, que inclou nombroses obres importants d'autors com Vincent van Gogh, Pablo Picasso, Odilon Redon, Georges-Pierre Seurat, Auguste Rodin o Piet Mondrian, entre d'altres. Un segon museu, el Museonder, es pot trobar al centre de visitants del parc, centrat en la geologia i la biologia del Veluwe. Finalment, també hi ha l'abans esmentada residència de caça, dissenyada per Hendrik Petrus Berlage.
Al parc hi funciona un servei de bicicletes públiques gratuït per als visitants, important tenint en compte que bona part de la zona és innaccessible amb cotxe.

## Vida salvatge

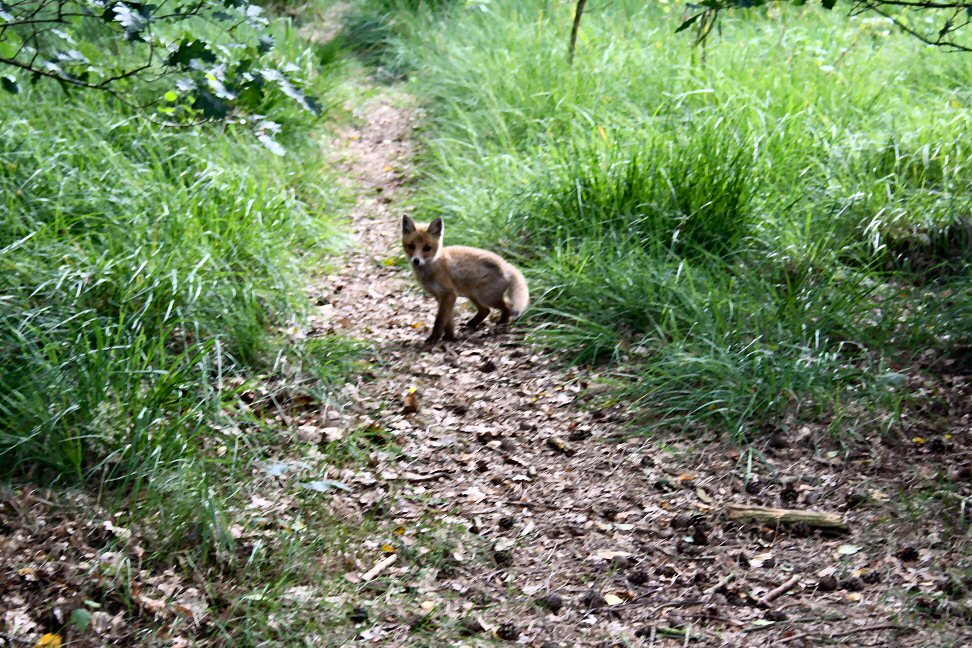
Una guineu al parc

Durant la primavera, la vida salvatge del parc acostuma a consistir en els següents animals:
- 200 cérvols comuns
- 150 cabirols
- 50 senglars
- 200 muflons[4]

A més, al parc també s'hi troben guineus, toixons i martes.

## Miscel·lània
El nou avió comercial de la companyia KLM, un Boeing 777-300ER, ha rebut el nom "Nationaal Park De Hoge Veluwe". El motiu és que es considera que aquest tipus d'avió és el més eficient i no contaminant de la seva sèrie.